# Perífrasis (sintaxis)
En sintaxis, una perífrasis es una construcción analítica o composicional gracias a la cual una determinada categoría gramatical se expresa mediante un morfema libre, típicamente una o más palabras funcionales que modifican a una palabra léxica. El nombre perífrasis se aplica especialmente cuando existen construcciones paralelas de tipo sintético, como la flexión o la derivación, en lugar de analítico.
- Por ejemplo, en español existen formas de futuro perifrásticas formadas con el verbo ir + a + infinitivo: vamos a solucionar este problema.
- En inglés, el futuro ordinario es también perifrástico y se forma mediante un verbo auxiliar (shall or will) seguido de la raíz del verbo principal.
- En español la formación del superlativo es perifrástica a diferencia del latín del que procede, así tenemos la perifrasis española el más bonito para traducir la forma latina sintética bellissimus. En inglés existen superlativos tanto analíticos, similares al español (the most ~), como sintéticos similares al latín, terminados en -est.[1]

## Introducción
Las perífrasis son una característica de las lenguas analíticas, que hacen un uso restringido de la inflexión. Incluso las lenguas sintéticas y fusionantes, que tienen una inflexión más extensa, a veces hacen uso de las perífrasis para completar "huecos" en el paradigma.
Una comparación de algunas formas del latín con sus equivalentes en español, muestra que el español prefiere estructuras analíticas donde el latín usa formas sintéticas.
| Latín (sintético) | Español (perifrástico) |
| ----------------- | ---------------------- |
| stēllae           | 'de una estrella'      |
| patientissimus    | el más paciente        |
| amāveris          | (tú) serás amado       |

## Construcciones perifrásticas y sintéticas
Frecuentemente una lengua puede usar una construcción perifrástica, alternativa a una forma sintética compacta, para expresar analíticamente con varios elementos lo que la lengua puede realizar mediante la forma sintética más simple o con menos elementos. Por ejemplo,  en español, el futuro se puede expresar con la forma sintética cantaré o con la forma analítica y perifrástica voy a cantar, que posee más elementos.